# 塞尔达·塔什彻
塞尔达·塔什彻（土耳其語：Serdar Taşçı，/səˈdaː ˈtæʃtʃi/，1987年4月24日—），是一名土耳其裔的德國職業足球員，司職中堅。
2006年，泰斯治於史特加開始其職業生涯，並於2011年至2013年間成為球隊的隊長，他於各項賽事為史特加上陣了接近250場比賽，贏得2006年至2007年德国足球甲级联赛冠軍。2013年，泰斯治在轉會至莫斯科斯巴達後受傷，缺陣該賽季大部份的賽事。2016年，他曾被外借至拜仁慕尼黑一季。
在國家隊方面，泰斯治於2008年2010年間為，代表德國國家足球隊上陣14場，並隨隊參加了2010年世界盃，獲得季軍。

## 球會生涯

### 史特加
泰斯治生於西德一個土耳其家庭，自小參加阿尔特巴赫（SC Altbach）及的青少年隊，直到1999年7月加入史特加青年隊。2003年協助史特加U17青年隊獲得聯賽亞軍，翌年更進一步贏得冠軍錦標；升上U19青年隊後，於2005年又贏得聯賽冠軍。在2005/06年球季前，泰斯治獲提升加入史特加二隊，於國內第三級的德国足球地区联赛參賽。翌年更獲提拔進入德甲的一隊陣容。
他在2006年8月20日開季後第二場聯賽首次獲派上陣，於下半場68分鐘後補入替受傷的丹麥前鋒，戰果3-2獲勝；一星期後的下場聯賽，泰斯治在對時取得首個入球，但球隊仍以1-3落敗。史特加與泰斯治加簽一年新約，留隊直至2010年夏季。在他加入一隊的首個球季即協助球隊贏得德甲冠軍錦標。
2009年1月合約於下季季後屆滿的泰斯治引來歐洲豪門、AC米蘭及的追逐，8月29日泰斯治同意與史特加續約至2014年夏季。
2010年5月1日主場2-2賽和是泰斯治代表史特加上陣第100場聯賽。

## 國家隊生涯
由於泰斯治為土耳其後裔並於德國出生，使他有資格代表德國或土耳其參賽國際賽，於2006年10月他決定代表出生及成長地德國而非父母的祖國土耳其。
2007年8月16日德國國家隊由於傷兵壘壘，主帥首次徵召泰斯治入伍應付作客溫布萊球場對英格蘭的友誼賽，他在板凳坐足全場而沒有獲派登場。其後他受傷患困擾及未能鞏固球隊的正選席位而被拒於國家隊門外，直到2008年歐國盃後才再獲路維青睞，再度入選主場對比利時的友誼賽，8月20日泰斯治在紐倫堡易贷体育场正選上陣並踢足全場，協助球隊小勝兩球完成處子演出。
泰斯治入選德國參加2010年世界盃決賽週的決選名單。

## 生涯統計

### 球會
截至2017年5月4日

### 國家隊上陣次數
截至2013年8月19日
| 國家隊         | 年份 | 出場 | 入球 |
| -------------- | ---- | ---- | ---- |
| 德國國家足球隊 |      |      |      |
| 2008           | 4    | 0    |      |
| 2009           | 5    | 0    |      |
| 2010           | 5    | 0    |      |
| 總計           | 總計 | 14   | 0    |

## 榮譽

### 球會
史特加
- 德国足球甲级联赛冠軍：2006-07賽季

 拜仁慕尼黑
- 德国足球甲级联赛冠軍：2015-16賽季
- 德国足协杯冠軍：2015-16賽季

 莫斯科斯巴達
- 俄羅斯足球超級聯賽冠軍：2016-17賽季（英语：2016–17 Russian Premier League）

## 外部連結
- 官方网站 （德文）
- Career stats at Fussballdaten.de （页面存档备份，存于） （德文）